# Pedagogia penitenziaria
La pedagogia penitenziaria, riguarda uno specifico ambito disciplinare relativo alla pedagogia sociale e/o all'educazione degli adulti, applicata al contesto penitenziario, si avvalgono del bagaglio conoscitivo di altre scienze umane: diritto, sociologia, psicologia, filosofia dell'educazione e scienza dell'organizzazione.

## Caratteristiche
Un insieme eterogeneo soggetto alle esigenze educative che acquista un nuovo aspetto ed un significato particolare. La pedagogia penitenziaria assume la sua peculiare struttura nel momento in cui viene associata agli interventi relativi all'osservazione ed al trattamento dei detenuti e degli internati, e mira alla caratterizzazione di varie figure professionali, tra cui quella dell’educatore coordinatore e quella del direttore coordinatore di area pedagogica.
La moderna scienza criminologica ha dimostrato, al contrario, che la supina acquiescenza da parte del detenuto alle regole afflittive dell'ambiente carcerario è tipica dei soggetti a carattere decisamente delinquenziale; questi soggetti si conformano facilmente alle regole spesso per motivi utilitaristici, onde ottenere vantaggi immediati, senza peraltro rinunciare alla prosecuzione della propria attività criminale non appena riacquistata la libertà. Il trattamento tradizionale, basato sulla sanzione afflittiva, non ha alcun valore pedagogico, ed anzi aggrava, al posto di risolverle, le cause della dinamica criminale del soggetto. Il piano strategico di una pedagogia penitenziaria dovrebbe mirare a scalzare le basi generatrici dell'attività delinquenziale; sul piano concreto penitenziario, sia considerando il delitto come fenomeno dovuto prevalentemente a fattori ambientali, sia considerandolo una conseguenza di fattori prevalentemente bio-psicologici, risulta che, essendo il crimine non tanto legato alla volontà dell'individuo quanto alla sua parziale capacità di essere responsabile, occorre agire mediante una tecnica che allarghi la libertà psichica del soggetto sino a renderlo atto a bloccare le cause esogene ed endogene che lo avevano indotto a delinquere.

## Il ruolo delle pene
Secondo il concetto tradizionale della pena (delitto come libera manifestazione della volontà dell'agente), il trattamento del detenuto dovrebbe basarsi sul comportamento dello stesso; elementi probatori di miglioramento sarebbero da considerarsi la buona condotta, il rendimento del lavoro e il conformarsi a determinate regole limitative.
La chiave di volta del trattamento può essere soltanto l'osservazione scientifica della personalità (OST, di competenza dello psicologo penitenziario), o meglio della condotta del condannato. Occorre tuttavia rinunciare alla pretesa di leggere con esattezza nella psiche umana (l'uomo, del resto, è in rapporto dialettico con ciò che lo circonda ed è, quindi, soggetto a mutare). Più semplicemente e più utilmente, l'osservazione deve cercare di fornire una traccia su cui ci si possa basare per la successiva azione rieducativa. La quale, a sua volta, deve essere attuata tenendo presenti i risultati pratici raggiunti, modificata secondo i suggerimenti di questi ultimi, e trovare coronamento finale nella liberazione anticipata del soggetto. Questa misura non deve assumere la veste della "clemenza", ma quella del "diritto" da parte di chi ne beneficia.

## Finalità
Circa le finalità dell'azione educativa, un trattamento "principe" (e cioè che si svolga in fasi successive ed in diversi stabilimenti specializzati) dovrebbe mirare a far sì che la reclusione:
- cambi il mondo del condannato, allargandone la sfera psichica volontaristico-comportamentale;
- ne rieduchi i sentimenti e le abitudini;
- lo induca, tramite l'attuazione di un lavoro specializzato e lo studio tecnico ed umanistico, alla riflessione ed alla autodisciplina;
- lo proietti al di là dell'amarezza e della violenza;
- lo fornisca di capacità professionali od artigianali o di mestiere che lui sia ben deciso ad utilizzare;
- gli permetta di arrivare, passando attraverso l'emenda ed il riadattamento sociale, alla piena rieducazione;
- gli faccia capire il significato sociale (e quindi indirettamente etico) della pena, affinché egli possa rassegnarsi generosamente alle sofferenze causate dal dover sottostare ad un regime di vita, sempre e comunque privativo delle più elementari libertà;
- lo innalzi, infine, alla contemplazione oggettiva della necessità in cui si trova il corpo sociale di fargli scontare, con la perdita della libertà, la sua rottura delle norme di convivenza a tal'uopo codificate;
- e, pertanto, gli faccia comprendere di soffrire in rispetto della sua stessa unità di individuo, con le sue qualità spirituali e sociali inscindibilmente legate alla collettività di cui è parte.